# Kfar-Ouria
Kfar-Ouria (כפר אוריה) est un moshav situé au Sud-Ouest d'Israël, non loin de la côte méditerranéenne.
C'est en 1912 que les terrains sont achetés, et s'y installe un groupe de jeunes pionniers, parmi lesquels on compte David Gordon. Dans de rudes conditions de vie, ces derniers logent durant les dix premières années dans un bâtiment construit en pierres de taille, et dont la construction date de 1875.
Lors des émeutes de 1929, le moshav est abandonné alors qu'il est entièrement détruit. Il n'est reconstruit qu'en 1944, par des Juifs immigrés du Kurdistan et réunis autour de l'organisation "Kedem". Kfar-Ouria sert également de base à la Hagana ainsi qu'à Tsahal durant la Guerre d'Indépendance.
Le moshav Kfar-Ouria compte aujourd'hui 300 habitants vivant des revenus de l'agriculture et de ceux d'un poulailler.